# Turbinolina
Turbinolina es un género de foraminífero bentónico considerado un sinónimo posterior de Rosalina de la familia Rosalinidae, de la superfamilia Discorboidea, del suborden Rotaliina y del orden Rotaliida. Su especie tipo era Pararosalina densitiva. Su rango cronoestratigráfico abarcaba el Holoceno.

## Discusión
Turbinolina no debe ser confundido con Turbinulina d’Orbigny, 1826, un sinónimo posterior de Ammonia de la Familia Rotaliidae.

## Clasificación
Turbinolina incluía a la siguiente especie:
- Turbinolina globularis